# Xylopsocus burnsi
Xylopsocus burnsi är en skalbaggsart som beskrevs av Vrydagh 1958. Xylopsocus burnsi ingår i släktet Xylopsocus och familjen kapuschongbaggar. Inga underarter finns listade i Catalogue of Life.